# Алессандро Гамберіні
Алесса́ндро Гамбері́ні (італ. Alessandro Gamberini, * 27 серпня 1981, Болонья) — італійський футболіст, центральний захисник клубу «Наполі» та національної збірної Італії.

## Клубна кар'єра
Вихованець футбольної школи клубу «Болонья» з рідного міста. Дорослу футбольну кар'єру розпочав 1999 року в основній команді того ж клубу, в якій провів три сезони, взявши участь у 34 матчах чемпіонату. Здебільшого використовувався як резервний захисник. 
Протягом 2002—2003 років на умовах оренди захищав кольори команди клубу «Верона».
2003 року повернувся до «Болоньї». Цього разу відіграв за цю команду наступні два сезони своєї ігрової кар'єри. З 2004 року дедалі частіше був гравцем стартового складу команди.
До складу «Фіорентини» приєднався 2005 року. Наразі встиг відіграти за «фіалок» 181 матч в національному чемпіонаті.

## Виступи за збірні
Протягом 2000–2004 років залучався до складу молодіжної збірної Італії. На молодіжному рівні зіграв у 5 офіційних матчах.
2007 року дебютував в офіційних матчах у складі національної збірної Італії. Наразі провів у формі головної команди країни 8 матчів. У складі збірної був учасником чемпіонату Європи 2008 року в Австрії та Швейцарії, в матчах якого, втім, на поле не виходив.
| Дата       | Місто    | Господарі | Результат | Гості             | Турнір            | Голи | Примітки |
| ---------- | -------- | --------- | --------- | ----------------- | ----------------- | ---- | -------- |
| 17/10/2007 | Сієна    | Італія    | 2 – 0     | ПАР               | товариський матч  | -    |          |
| 06/02/2008 | Цюрих    | Італія    | 3 – 1     | Португалія        | товариський матч  | -    |          |
| 06/09/2008 | Ларнака  | Кіпр      | 1 – 2     | Італія            | Відбір до ЧС 2010 | -    |          |
| 19/11/2008 | Афіни    | Греція    | 1 – 1     | Італія            | товариський матч  | -    |          |
| 06/06/2009 | Піза     | Італія    | 3 – 0     | Північна Ірландія | товариський матч  | -    |          |
| 10/06/2009 | Преторія | Італія    | 4 – 3     | Нова Зеландія     | товариський матч  | -    |          |
| 14/10/2009 | Парма    | Італія    | 3 – 2     | Кіпр              | Відбір до ЧС 2010 | -    |          |
| 07/06/2011 | Льєж     | Італія    | 0 – 2     | Ірландія          | товариський матч  | -    |          |
| Усього     |          | Матчів    | 8         |                   | Голів             | 0    |          |

## Титули і досягнення
- Чемпіон Європи (U-21): 2004